# Argyreus sumatrensis
Argyreus sumatrensis är en fjärilsart som beskrevs av Hans Fruhstorfer. Argyreus sumatrensis ingår i släktet Argyreus och familjen praktfjärilar. Inga underarter finns listade i Catalogue of Life.